# Kamienica przy placu biskupa Nankiera 6 we Wrocławiu
Kamienica przy placu biskupa Nankiera 6 znana również jako „Dom św. Klary” – zabytkowa kamienica znajdująca się przy placu biskupa Nankiera 6 we Wrocławiu.

## Opis architektoniczny
Czterokondygnacyjna, czteroosiowa kamienica została wzniesiona w okresie renesansu. W XIX wieku została przebudowana i nadano jej cechy stylu klasycystycznego. Kamienicę wieńczy dach kalenicowy z dwoma lukarnami. Nad oknami pierwszej i drugiej kondygnacji znajdują się łukowe (na pierwszej kondygnacji) i trójkątne (na drugiej kondygnacji) naczółki.
W kamienicy na przełomie XIX i XX wieku znajdował się Zakład Utensyliów Liturgicznych Franza Fenglera, w którym sprzedawano paramenty liturgiczne, handlowano odzieżą dla księży i środkami czystości używanymi do paramentów liturgicznych.

## Po 1945 roku
W 1970 roku kamienica została wyremontowana i połączona z kamienicą nr 5, gdzie znajduje się wejście do kamienicy.